# Jesper Lundmark
Jesper Lundmark, född 17 juni 1981 i Skellefteå, är en svensk discgolfare. Han bor i Skellefteå och tävlar för Skellefteå Discgolf. Jesper Lundmark är även sponsrad av Skellefteåföretaget Latitude 64° där hans namn finns med på ett antal discar. 
Rankad nummer 1 i Sverige 1998-2002 och 2004-2005.